# Ali Shariati

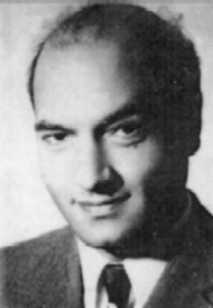
Ali Shariati

Ali Shariati (1933, nabij Mashhad, Iran - 19 juni 1977, Groot-Brittannië) was een Iraans socioloog.

## Biografie
Shariati studeerde in 1960 in Mashhad af als leraar. Hierna kreeg hij een beurs voor een promotie aan de Parijse Sorbonne. Na het behalen van zijn doctoraat in 1964 keerde hij naar Iran terug. Aan de grens werd hij gearresteerd op verdenking van politieke activiteiten tegen het regime van de sjah.
Na zijn vrijlating in 1965 ging hij in Mashhad aan de universiteit werken. Als een islamitisch socioloog, zocht hij de oplossing van de problemen in de islamitische landen in de islamitische principes. Zijn colleges bleken populair, waarop hij gevolgd werd door de SAVAK, de geheime politie van de sjah.
Hij werd te werk gesteld in Teheran, waar hij door ging met zijn colleges. Opnieuw werd hij door de SAVAK gearresteerd en voor 18 maanden vastgehouden.
Na zijn vrijlating mocht hij niet meer publiceren of contact onderhouden met zijn studenten. Shariati besloot hierop naar Engeland te verhuizen. Hier werd hij drie weken later dood aangetroffen in zijn appartement. De officiële verklaring luidde dat hij was gestorven door een hartaanval, maar zeker in Iran wordt algemeen geloofd dat de SAVAK verantwoordelijk was voor zijn dood.